# Grammaire islandaise
La grammaire islandaise désigne l'ensemble des règles permettant l'expression d'un sens en islandais. L’islandais est une langue flexionnelle qui a quatre cas : nominatif, accusatif, datif et génitif. Les noms peuvent être un de trois genres grammaticaux : masculin, féminin ou neutre. On doit décliner les substantifs, les adjectifs et les pronoms aux quatre cas, en genre et en nombre. Les adjectifs ont une déclinaison forte ou faible, selon que leur article est défini ou non.
Comme dans les autres langues germaniques, le verbe régit le cas de ses compléments.

## Morphologie
L'islandais est une langue familière aux germanophones. Les noms sont déclinés en fonction du cas, du nombre et du genre; les adjectifs sont déclinés aussi en fonction du cas, du nombre, du genre et du degré de comparaison; et il y a deux déclinaisons pour les adjectifs, faibles et forts. L'islandais ne possède que l'article défini, qui peut être isolé, ou attaché au nom qu'il modifie (comme dans les autres langues scandinaves). Les verbes sont conjugués en fonction du temps, du mode, de la personne, du nombre et de la voix. Il y a trois voix: active, passive et moyenne. Il y a seulement deux temps simples, le passé et le présent, mais pour y remédier il existe un certain nombre de constructions avec auxiliaire, certaines pouvant être considérées comme des temps, d'autres comme des aspects,.

### Noms
Les noms islandais sont proches du vieux norrois, aussi bien en forme qu'en flexion. Ils se déclinent en quatre cas (nominatif, accusatif, datif et génitif) et varient en genre (masculin, féminin ou neutre) et en nombre (singulier et pluriel). Il y a deux modèles de déclinaisons pour chaque genre : les noms forts et faibles, qui sont de plus divisés en sous-modèles de déclinaison, d'après certains critères (modifications de son, groupes de consonnes, etc.). Ci-dessous se trouvent quatre exemples de déclinaison forte. Glas signifie le verre utilisé pour boire, gler désigne le verre en tant que matériau. Ils ont presque la même étymologie, mais glas est emprunté tandis que gler est natif. Le (j) dans la déclinaison de gler signifie que j est un ajout tardif.
| nombre    | cas  | masculin | féminin | neutre | neutre    |
| --------- | ---- | -------- | ------- | ------ | --------- |
| singulier | nom. | hattur   | borg    | glas   | gler      |
| singulier | acc. | hatt     | borg    | glas   | gler      |
| singulier | dat. | hatti    | borg    | glasi  | gleri     |
| singulier | gen. | hatts    | borgar  | glass  | glers     |
| pluriel   | nom. | hattar   | borgir  | glös   | gler      |
| pluriel   | acc. | hatta    | borgir  | glös   | gler      |
| pluriel   | dat. | höttum   | borgum  | glösum | gler(j)um |
| pluriel   | gen. | hatta    | borga   | glasa  | gler(j)a  |

Le genre d'un nom peut souvent être déterminé en regardant la fin d'un mot :
- Noms masculins—finissent souvent en -ur, -i, -ll ou -nn.
- Noms féminins—finissent souvent en -a, -ing ou -un.
- Noms neutres n'ont souvent pas de terminaisons ou ont une voyelle finale accentuée.

#### Noms faibles
Les noms islandais sont considérés comme faibles s'ils suivent les conditions suivantes :
Masculins:
- Le nominatif singulier se termine en -i, les autres cas du singulier se terminent en -a ou -ja.
- Le nom est dérivé du participe présent d'un verbe, dans lequel le pluriel se termine en -ur (mais le singulier suit la règle -i-a).

Féminins:
- Le nominatif singulier se termine en -a, les autres cas du singulier se terminent en -u.
- Le singulier se termine en -i à tous les cas. (S'il y a un pluriel, il se terminera soit par -ir ou -ar.)

Neutres:
- Ils se terminent en -a au singulier à tous les cas. Le pluriel se termine en -u (mais le génitif pluriel en -na) sans autres altérations mis à part hjarta (cœur) qui devient hjörtu au pluriel avec l'affaiblissement du "u". Quelques emprunts peuvent présenter un comportement semblable, par exemple, singulier drama, pluriel drömu. La plupart de ces mots sont pour des organes.

En voici une liste presque exhaustive:
- auga (œil)
- bjúga (un type de saucisse)
- eista (testicule)
- eyra (oreille)
- hjarta (cœur)
- hnoða (une boule de laine, le plus souvent rencontré dans les contes de fées)
- lunga (poumon)
- milta (rate)
- nýra (rein)

Un petit nombre d'emprunts tels que firma, drama, þema etc. mais aucun ne nécessite de traduction.

#### Noms forts
Les noms islandais sont considérés comme forts s'ils entrent dans les catégories suivantes, en fonction de leurs cas caractéristiques (nominatif, génitif singulier et nominatif pluriel). Pour les noms masculins voici les catégories permettant de les considérer comme « fort »:
- Les deux derniers cas se terminent en -s et -ar.
- Les deux derniers cas se terminent en -s ou -ar et -ir.
- Les deux derniers cas se terminent en -ar et -ir.
- Les irréguliers mais pas les noms faibles.

Pour les féminins :
- Les deux derniers cas se terminent en -ar ou -r et -ar.
- Les deux derniers cas se terminent en -ar et -ir.
- Les deux derniers cas se terminent en -ar ou -ur et -ur ou -r.
- Les irréguliers mais pas les noms faibles.

La plupart des neutres sont des noms forts, et se terminent en -s au génitif singulier avec l'exception de fé, dont le génitif est fjár. Les neutres faibles se trouvent ci-dessus (cf. noms faibles).

### Articles
L'islandais n'a pas d'article indéfini, et l'article défini est souvent joint à la fin du mot dans les questions. L'article indépendant, c'est-à-dire qui n'est pas attaché au nom comme un suffixe, est principalement utilisé en poésie et irrégulièrement partout ailleurs (il y a peu de règles pour ce dernier cas; il s'agit plus d'une question de goût). Les tableaux ci-dessous présentent les différentes formes de suffixes pour les trois genres (toutefois cette liste n'est pas exhaustive, et il y a un certain nombre d'exceptions à chaque cas):
| Pas d'article | Pas d'article | Pas d'article | Pas d'article | Pas d'article | Pas d'article | Article défini | Article défini | Article défini | Article défini | Article défini | Article défini |
| masculin      | masculin      | féminin       | féminin       | neutre        | neutre        | masculin       | masculin       | féminin        | féminin        | neutre         | neutre         |
| sing.         | plu.          | sing.         | plu.          | sing.         | plu.          | sing.          | plu.           | sing.          | plu.           | sing.          | plu.           |
| ------------- | ------------- | ------------- | ------------- | ------------- | ------------- | -------------- | -------------- | -------------- | -------------- | -------------- | -------------- |
| -ur           | -ar           | -             | -ir           | -             | -             | -urinn         | -arnir         | -in            | -irnar         | -ið            | -in            |
| -i            | -ar           | -             | -ir           | -             | -             | -inn           | -arnir         | -in            | -irnar         | -ið            | -in            |
| -ll           | -ar           | -a            | -ur           | -             | -             | -llinn         | -arnir         | -an            | -urnar         | -ið            | -in            |
| -nn           | -ar           | -a            | -ur           | -             | -             | -nninn         | -arnir         | -an            | -urnar         | -ið            | -in            |

Les exemples ci-dessous présentent trois noms, un de chaque genre, décliné au nominatif:
- masculin: hvalur—“(une) baleine” devient hvalurinn—“la baleine”
- féminin: klukka—“(une) horloge” devient klukkan—“l'horloge”
- neutre: heimilisfang—“(une) adresse” devient heimilisfangið—“l'adresse”

L'article défini indépendant existe en islandais sous la forme de þann.

### Pronoms

#### Personnel
Les pronoms personnels islandais sont les suivants:
|           | cas  | 1re personne | 2e personne | 3e personne | 3e personne | 3e personne | 3e personne |
| --------- | ---- | ------------ | ----------- | ----------- | ----------- | ----------- | ----------- |
| singulier | nom. | ég           | þú          | hann        | hún         | það         |             |
| singulier | acc. | mig          | þig         | hann        | hana        | það         |             |
| singulier | dat. | mér          | þér         | honum       | henni       | því         |             |
| singulier | gen. | mín          | þín         | hans        | hennar      | þess        |             |
| pluriel   | nom. | við          | þið         | þeir        | þær         | þau         | þau         |
| pluriel   | acc. | okkur        | ykkur       | þá          | þær         | þau         | þau         |
| pluriel   | dat. | okkur        | ykkur       | þeim        | þeim        | þeim        | þeim        |
| pluriel   | gen. | okkar        | ykkar       | þeirra      | þeirra      | þeirra      | þeirra      |

L'islandais utilise différents pronoms pour le masculin, le féminin et le neutre pour la troisième personne du pluriel ; quand il s'agit de désigner un groupe de personnes composés d'hommes et de femmes, le pronom neutre est utilisé. 
Comme en français, le pronom est généralement devant le verbe, comme dans cet exemple :
- ég heiti Magnús—Je m'appelle Magnús (ou, littéralement Je suis appelé Magnús)

Mais l'ordre des mots peut être inversé. Dans ce cas, le pronom se trouve à la fin de la phrase:
- Magnús heiti ég—Magnús je m'appelle (ou, littéralement Magnús appelé je suis)

En français, le fait de changer l'ordre des mots donnerait une phrase sans aucun sens. C'est principalement dû au fait que le français ne possède pas de déclinaison des noms contrairement aux langues germaniques.

#### Réfléchi
L'islandais possède un pronom réfléchi fonctionnant de la même façon que le pronom allemand sich ("se"). Le nominatif n'existe pas.
| cas  | pronom |
| ---- | ------ |
| acc. | sig    |
| dat. | sér    |
| gen. | sín    |

Par exemple,
- hann þvær sér—il se lave,

qui s'oppose au fait d’"être lavé par quelqu'un d'autre",
- hún klæðir sig—elle s'habille,

qui s'oppose au fait d’"être habillé par quelqu'un d'autre".
Le pronom ne distingue ni le genre ni le nombre.

#### Possessif
Les pronoms possessifs islandais correspondant aux différentes personnes sont :
|           | cas  | 1re personne | 1re personne | 1re personne | 2e personne | 2e personne | 2e personne | 3e personne | 3e personne | 3e personne |
| --------- | ---- | ------------ | ------------ | ------------ | ----------- | ----------- | ----------- | ----------- | ----------- | ----------- |
| singulier | nom. | minn         | mín          | mitt         | þinn        | þín         | þitt        | sinn        | sín         | sitt        |
| singulier | acc. | minn         | mína         | mitt         | þinn        | þína        | þitt        | sinn        | sína        | sitt        |
| singulier | dat. | mínum        | minni        | mínu         | þínum       | þinni       | þínu        | sínum       | sinni       | sínu        |
| singulier | gen. | míns         | minnar       | míns         | þíns        | þinnar      | þíns        | síns        | sinnar      | síns        |
| pluriel   | nom. | mínir        | mínar        | mín          | þínir       | þínar       | þín         | sínir       | sínar       | sín         |
| pluriel   | acc. | mína         | mínar        | mín          | þína        | þínar       | þín         | sína        | sínar       | sín         |
| pluriel   | dat. | mínum        | mínum        | mínum        | þínum       | þínum       | þínum       | sínum       | sínum       | sínum       |
| pluriel   | gen. | minna        | minna        | minna        | þinna       | þinna       | þinna       | sinna       | sinna       | sinna       |

La subdivision en trois colonnes représente respectivement les genres masculin, féminin et neutre. Minn signifie le mien, þinn signifie le tien et sinn signifie le sien.

#### Démonstratif
Les pronoms démonstratifs islandais sont les suivants.
|           | cas  | "ceci"  | "ceci"   | "ceci"  | "cela" | "cela"  | "cela" | "l'autre" | "l'autre" | "l'autre" |
| --------- | ---- | ------- | -------- | ------- | ------ | ------- | ------ | --------- | --------- | --------- |
| singulier | nom. | þessi   | þessi    | þetta   | sá     | sú      | það    | hinn      | hin       | hitt      |
| singulier | acc. | þennan  | þessa    | þetta   | þann   | þá      | það    | hinn      | hina      | hitt      |
| singulier | dat. | þessum  | þessari  | þessu   | þeim   | þeirri  | því    | hinum     | hinni     | hinu      |
| singulier | gen. | þessa   | þessarar | þessa   | þess   | þeirrar | þess   | hins      | hinnar    | hins      |
| pluriel   | nom. | þessir  | þessar   | þessi   | þeir   | þær     | þau    | hinir     | hinar     | hin       |
| pluriel   | acc. | þessa   | þessar   | þessi   | þá     | þær     | þau    | hina      | hinar     | hin       |
| pluriel   | dat. | þessum  | þessum   | þessum  | þeim   | þeim    | þeim   | hinum     | hinum     | hinum     |
| pluriel   | gen. | þessara | þessara  | þessara | þeirra | þeirra  | þeirra | hinna     | hinna     | hinna     |

La subdivision en trois colonnes représente respectivement les genres masculin, féminin et neutre. Þessi et sá correspondent approximativement à ceci/cela et hinn signifie l'autre.

#### Indéfini
Ils sont entre 15 et 20 suivant la façon dont ils sont comptés. Le modèle enginn (rien) est donné ci-dessous. Ils se décline ainsi.
| personne  | cas  | Masculin         | Féminin          | Neutre                  |
| --------- | ---- | ---------------- | ---------------- | ----------------------- |
| singulier | nom. | enginn (engi)    | engin (engi)     | ekkert (ekki)           |
| singulier | acc. | engan (öng(v)an) | enga (öng(v)a)   | ekkert (ekki)           |
| singulier | dat. | engum (öng(v)um) | engri (öngri)    | engu (öng(v)u) (einugi) |
| singulier | gen. | einskis (einkis) | engrar (öngrar)  | einskis (einkis)        |
| pluriel   | nom. | engir (öng(v)ir) | engar (öng(v)ar) | engin (engi)            |
| pluriel   | acc. | enga (öng(v)a)   | engar (öng(v)ar) | engin (engi)            |
| pluriel   | dat. | engum (öng(v)um) | engum (öng(v)um) | engum (öng(v)um)        |
| pluriel   | gen. | engra (öngra)    | engra (öngra)    | engra (öngra)           |

Les formes entre parenthèses sont des variations dialectales ou des formes archaïques, utilisées dans les poèmes. Toutefois toutes ces formes se rencontrent. 
La forme supplémentaire einugi, qui est le datif du neutre singulier est préservée par exemple dans l'expression suivante:
- Fátt er svo illt, að einugi dugi, traduit grossièrement par:
- Peu de choses sont si mauvaises que rien n'aide.

### Chiffres
Les nombres de un à quatre se déclinent en cas et en genre:
| un        | masculin | féminin | neutre |
| --------- | -------- | ------- | ------ |
| nominatif | einn     | ein     | eitt   |
| accusatif | einn     | eina    | eitt   |
| datif     | einum    | einni   | einu   |
| génitif   | eins     | einnar  | eins   |

| deux      | masculin | féminin | neutre  |
| --------- | -------- | ------- | ------- |
| nominatif | tveir    | tvær    | tvö     |
| accusatif | tvo      | tvær    | tvö     |
| datif     | tveimur  | tveimur | tveimur |
| génitif   | tveggja  | tveggja | tveggja |

| trois     | masculin | féminin | neutre  |
| --------- | -------- | ------- | ------- |
| nominatif | þrír     | þrjár   | þrjú    |
| accusatif | þrjá     | þrjár   | þrjú    |
| datif     | þremur   | þremur  | þremur  |
| génitif   | þriggja  | þriggja | þriggja |

| quatre    | masculin | féminin  | neutre   |
| --------- | -------- | -------- | -------- |
| nominatif | fjórir   | fjórar   | fjögur   |
| accusatif | fjóra    | fjórar   | fjögur   |
| datif     | fjórum   | fjórum   | fjórum   |
| génitif   | fjögurra | fjögurra | fjögurra |

Les autres nombres sont comme suit et ne se déclinent pas (sauf pour ceux qui sont considérés comme des noms):
| cinq     | fimm    | dix-neuf         | nítján          |
| six      | sex     | vingt            | tuttugu         |
| sept     | sjö     | vingt et un      | tuttugu og einn |
| huit     | átta    | trente           | þrjátíu         |
| neuf     | níu     | quarante         | fjörutíu        |
| dix      | tíu     | cinquante        | fimmtíu         |
| onze     | ellefu  | soixante         | sextíu          |
| douze    | tólf    | soixante-dix     | sjötíu          |
| treize   | þrettán | quatre-vingt     | áttatíu         |
| quatorze | fjórtán | quatre-vingt-dix | níutíu          |
| quinze   | fimmtán | cent             | (eitt) hundrað  |
| seize    | sextán  | mille            | (eitt) þúsund   |
| dix-sept | sautján | un million       | (ein) milljón   |
| dix-huit | átján   | zéro             | núll            |

Le mot hundrað est un nom neutre, þúsund peut être soit féminin soit neutre et ses multiples sont soit masculin soit féminin, suivant leurs terminaisons (e.g. milljón est féminin, milljarður est masculin).  Núll est neutre.

### Adjectifs
Les adjectifs s'accordent en genre et en nombre avec le nom qu'ils complètent. Par exemple, le mot  íslenskur (islandais) s'accorde comme suit:
| Islandais (fort) | cas  | Masculin  | Féminin    | Neutre    |
| ---------------- | ---- | --------- | ---------- | --------- |
| singulier        | nom. | íslenskur | íslensk    | íslenskt  |
| singulier        | acc. | íslenskan | íslenska   | íslenskt  |
| singulier        | dat. | íslenskum | íslenskri  | íslensku  |
| singulier        | gen. | íslensks  | íslenskrar | íslensks  |
| pluriel          | nom. | íslenskir | íslenskar  | íslensk   |
| pluriel          | acc. | íslenska  | íslenskar  | íslensk   |
| pluriel          | dat. | íslenskum | íslenskum  | íslenskum |
| pluriel          | gen. | íslenskra | íslenskra  | íslenskra |

Un exemple de déclinaisons fortes :
- Ég bý með íslenskri konu—Je vis avec une femme islandaise

Les mots íslenskri et konu sont au datif singulier. Ici, c'est la préposition með qui gouverne le cas. (Með peut aussi prendre l'accusatif, mais la distinction vient de la syntaxe.) Ceci est un exemple de déclinaison forte des adjectifs. Si un adjectif est modifié par l'article, ou la plupart des pronoms, la déclinaison faible est utilisée, pour ce mot ce serait íslensku :
| Islandais (faible) | cas              | Masculin | Féminin  | Neutre   |
| ------------------ | ---------------- | -------- | -------- | -------- |
| singulier          | nom.             | íslenski | íslenska | íslenska |
| singulier          | acc., dat., gen. | íslenska | íslensku | íslenska |
| pluriel            | À tous les cas   | íslensku | íslensku | íslensku |

Un exemple de déclinaison faible :
- Ég sá veiku konuna—J'ai vu la femme malade

Veiku est la déclinaison faible de veikur (malade) à l'accusatif singulier. Konuna est aussi à l'accusatif singulier, mais avec l'article défini rattaché (-na), et l'article oblige l'adjectif à s'affaiblir. Ici le verbe détermine le cas. Les formes faibles des noms sont souvent trouvés dans les noms des organisations, les symboles, les jours et les titres, par exemple:
- Íslenski fáninn—le drapeau islandais
- Sumardagurinn fyrsti—le premier jour de l'été

### Verbes
Il y a quatre modes en islandais : l'indicatif, l'impératif, le conditionnel, et le subjonctif. Comme la plupart des langues subissant la flexion, les verbes islandais déterminent le cas des noms, des pronoms et des adjectifs qui les suivent dans une phrase. Par exemple:
- Safna ('collecter ou économiser') détermine le datif.
  - Ég er að safna peningum til þess að geta keypt jólagjöf handa mömmu.
  - J'économise de l'argent pour pouvoir acheter un cadeau de Noël à maman. (Peningum est la forme dative pluriel de peningur (pièce de monnaie))
- Sakna ('manquer') détermine le génitif.
  - Ég sakna þín.
  - Tu me manques.

À l'infinitif, la plupart des verbes islandais se terminent en -a. Les exceptions sont certains verbes finissant en -á, par exemple slá (‘frapper’), flá (‘écorcher’) parmi d'autres, les auxiliaires munu et skulu, þvo (nettoyer), originellement þvá et l'emprunt (désapprouvé par les puristes) au danois ske (se passer). Les deux auxiliaires sont importants, puisqu'ils apparaissent à différents endroits de la phrase pour compenser la pauvreté des temps simples. Þvo est très commun, mais ske peut souvent être évité. Il y a trois principaux groupes de verbes faibles en islandais : -ar, -ir, et -ur, faisant référence aux terminaisons que prennent ces verbes lorsqu'ils sont conjugués à la troisième personne du singulier du présent. Les verbes forts et les verbes irréguliers (auxiliaires, verbes en -ri et valda) sont à part. Par exemple l'infinitif de tala (‘parler’):
| Nombre      | Singulier  | Singulier    | Singulier            | Pluriel       | Pluriel      | Pluriel                |
| Personne    | ég je      | þú tu        | hann/hún/það il/elle | við nous      | þið vous     | þeir/þær/þau ils/elles |
| ----------- | ---------- | ------------ | -------------------- | ------------- | ------------ | ---------------------- |
| tala parler | tala parle | talar parles | talar parle          | tölum parlons | talið parlez | tala parlent           |

En comparaison, le verbe vera (‘être’), un verbe fort et hautement irrégulier:
| vera être | er suis | ert es | er est | erum sommes | eruð êtes | eru sont |

Læra (‘apprendre’) est un verbe en -i: 
| læra apprendre | læri apprends | lærir apprends | lærir apprend | lærum apprenons | lærið apprenez | læra apprennent |

Et velja (‘choisir’), qui est un verbe en -ur:
| velja choisir | vel choisis | velur choisis | velur choisit | veljum choisissons | veljið choisissez | velja choisissent |

Il est à noter que pour chaque groupe verbal, la conjugaison du singulier change, mais qu'au pluriel, les terminaisons sont presque toujours les mêmes (-um, -ið et -a, respectivement). Toutefois il peut être noté qu'on ne peut pas conjuguer un verbe simplement en regardant son infinitif, il faut donc apprendre à quel groupe chaque verbe appartient. Les verbes forts appartiennent à six groupes augmentés d'un redoublement, chacun avec sa particularité et sa propre exception —il y a  aussi les verbes auxiliaires et lesr-verbes—en plus du verbe islandais qui est entièrement irrégulier: valda. Il y a plus ou moins un système de classification pour tous les verbes, mais il y a une douzaine de modèles.
Certains infinitifs islandais se terminent par le suffixe -ja. Ces verbes peuvent être conjugués comme les verbes en -ur, c'est-à-dire que le suffixe tombe à la première personne du singulier. Dans les verbes -ja conjugués, le ‘j’ doit être supprimé, donc syngja (‘chanter’) deviendrait ég syng (‘je chante’) à la première personne du singulier et non pas ég syngj (et syngja est, dans tous les cas, un verbe fort (passé : söng), donc de nombreuses irrégularités sont à prévoir). Il est à noter que le j en lui-même n'est pas un indicateur valable. Par exemple emja (‘crier’), qui appartient à une classe (singulier, première personne, ég emja, passé ég emjaði) en opposition à telja (‘compter’), appartenant à une autre classe, (ég tel, passé : ég taldi).

#### Temps
Strictement parlant, il existe seulement deux temps en islandais, le présent simple et le passé simple. Tous les autres temps se forment à l'aide d'auxiliaires (certains sont considérés comme des temps, les autres comme des aspects). Par exemple, le présent continu se forme ainsi:
- pronom personnel + vera + að + verbe à l'infinitif
- ég er að læra
- Je suis en train de lire.

Toutefois il est à noter que cette construction s'applique uniquement aux concepts abstraits, et n'est pas utilisé pour les activités, par exemple s'asseoir n'utilisera pas cette construction. À la place le présent simple devra être utilisé.
Les temps collectifs sont:
- conditionnel
- futur
- passé
  - continu
  - parfait
  - subjonctif
- présent
  - continu
  - parfait
  - subjonctif

#### Voix
L'islandais possède une voix moyenne en plus des voix active et passive. Les verbes à la voix moyenne se terminent toujours en -st; cette terminaison peut être ajoutée à l'infinitif et aux formes conjuguées du verbe. Pour les formes conjugués, les terminaisons des deuxièmes et troisièmes personnes (i.e. -(u)r, -ð et -rð) doivent être supprimées, comme doivent l'être les consonnes dentales (ð, d et t). Ci-dessous, la comparaison du verbe breyta (‘changer’) avec sa voix moyenne, par exemple :
| breyta changer   | breyti (je) change   | breytir (tu) changes  | breytir (il) change  | breytum (nous) changeons   | breytið (vous) changez  | breyta (ils) changent   |
| breytast changer | breytist (je) change | breytist (tu) changes | breytist (il) change | breytumst (nous) changeons | breytist (vous) changez | breytast (ils) changent |

La voix moyenne de certains verbes leur confère un sens légèrement différent, et parfois une signification totalement différente. Certains verbes n'ont survécu que sous leur forme à la voix moyenne, les autres formes ayant peu à peu disparu avec le temps. La voix moyenne est généralement utilisée dans les situations suivantes pour exprimer:
- Réflexivité—La voix moyenne d'un verbe peut être utilisée à la place d'un pronom réfléchi, par exemple: Þór klæðir sig ⇒ Þór klæðist ("Þór s'habille")
- Réciprocité—Ici la voix moyenne est utilisée pour signifier, par exemple : Þór talar við Stefán og Stefán talar við Þór ⇒ Þór og Stefán talast við ("Þór et Stefán se parlent")
- Un sens alternatif -Comme précédemment mentionné, quelques verbes de voix moyennes ont des significations différentes de leurs homologues. Parmi les exemples il y a koma ("venir" qui devient komast ("venir là") et gera ("faire") devenant gerast ("arriver", "se passer")
- Le passif—Dans certaines situations, la voix moyenne peut être utilisée pour exprimer une idée pour laquelle le passif serait utilisé en français. Par exemple, l'expression bíllinn sést ekki se traduit comme ‘la voiture ne peut pas être vue’. Le plus souvent la voix moyenne est utilisée dans ce contexte quand il n'y a aucune référence directe à une personne grammaticale[5].

#### Subjonctif
Comme la plupart des langues indo-européennes, l'islandais possède un subjonctif. Il est souvent utilisé pour faire référence à une situation hypothétique, mais plus précisément dans les situations suivantes :
- Discours rapporté—Il est utilisé avec le verbe segja dans le sens suivant: Jón segir að hann komi ("Jón a dit qu'il vient")
- Expression de l'incertitude—Utilisé après le verbe vona ("espérer"), óska ("souhaiter"), halda ("croire"), búast við ("s'attendre"), óttast, vera hræddur um ("craindre") ete gruna ("soupçonner): ég vona að henni batni ("J'espère qu'elle va mieux")
- Phrases interrogatives—Après le verbe spyrja ("demander"): Jón spyr hvort þú ætlir að borða með okkur ("Jón demande si tu vas rester manger avec nous")
- Avec les conjonctions—Le subjonctif s'utilise après les conjonctions nema ("à moins que"), þó að/þótt ("bien que"), svo að ("pour que"), til þess að ("afin de, dans le but de, pour")

### Adverbes
Par rapport aux autres catégorie grammaticale, les adverbes islandais sont relativement simples et ne sont pas déclinés, sauf lors des comparaisons, et peuvent être facilement construits à partir d'adjectifs, de noms et de verbes. Ces adverbes dérivés se terminent souvent par -lega (équivalent du suffixe -ement, voire du suffixe anglais -ly):
- nýr—nouveau ⇒ nýlega—récemment (lit. nouvellement)

Note: La terminaison des adverbes en -lega doit être déclinée pour les comparaisons. Ainsi :
- hætta—danger ⇒ hættulega→hættulegar→hættulegast, i.e. dangereusement→plus dangereusement→le plus dangereusement.

Une autre  façon de former les adverbes est de prendre le nominatif neutre singulier d'un adjectif et de le transformer en adverbe:
- blítt—doux ⇒ blítt—doucement, cf. hún sefur blítt—elle dort doucement

Une autre façon est de prendre le radical d'un adjectif et d'y ajouter a:
- illur—mal ⇒ illa—mal, cf. hann hagar sér illa—il se comporte mal (lit. "mal-ement"; illur ne prend jamais le suffixe -lega).

Comme en français, certains adverbes communs ne suivent pas ce modèle mais sont des adverbes en eux-mêmes:
- bráðum—bientôt
- núna—maintenant
- oft—souvent
- strax—tout de suite

Les adverbes de direction de base sont, parmi d'autres:
- austur—est
- norður—nord
- suður—sud
- vestur—ouest
- inn—dans
- innan—de l'intérieur
- utan—de l'extérieur
- út—hors

Inn et út dénotent un mouvement.

## Autres classes de mot (Prépositions)

### Prépositions
Prépositions:
Suivies de l’accusatif:
um: autour de, vers 
kringum: tout autour de 
(í) gegnum: à travers 
á: sur (expression du changement de lieu)
í: à, dans (expression du changement de lieu)
Suivies du datif:
að: vers, à 
úr: à partir de, en (matière)
handa: pour, destiné à 
á móti: contre, face à 
frá: de, depuis 
hjá: chez 
af: de 
meðfram: le long de 
á: sur (expression du lieu où l’on est) 
í: à, dans (expression du lieu où l’on est)
Suivies du génitif:
vegna: à cause de 
án: sans 
á milli: entre

## Sources